# Эбралидзе, Александр Иосифович
Александр Иосифович Эбралидзе (груз. ალექსანდრე იოსების ძე ებრალიძე, род. 20 июня 1955 года в Батуми), также известный как Алик Рынок, — российский бизнесмен грузинского происхождения, меценат. Президент Всемирного конгресса народов Грузии.

## Биография
Родился в 1955 году в Батуми. Мать — Афина Александровна, преподаватель математики. Отец — Иосиф Мелитонович, преподаватель русского языка и литературы, истории; в возрасте 16 лет был репрессирован, после освобождения в 1953 году реабилитирован.
С 6-ти лет активно занимался спортом. Мастер спорта по водному поло. В 1971 году после окончания средней школы уехал в Москву, потом в Ленинград, где играл в водное поло в команде мастеров «Балтика». Последние 30 лет занимается спортивными единоборствами.
В 1973 году поступил в Российский государственный педагогический университет имени А. И. Герцена. Базовое образование — историческое (по специальности: преподаватель истории), второе образование — юридическое получил в Санкт-Петербургской юридической академии.
В 1973 году женился. Две дочери, три внучки.
В 1979 год в Ленинграде осужден к 8 годам заключения за разбойное нападение и хранение огнестрельного оружия, после отбытия наказания получил вторую судимость и 5-летний срок заключения за хулиганство и сопротивление властям. Оба раза освобожден условно-досрочно.
После распада Советского Союза в 1991 году стал гражданином Российской Федерации. В 1992 году основал в Санкт-Петербурге ОАО «Центр гуманитарного и делового сотрудничества», ныне ОАО «Талион», генеральный директор с момента основания. Возглавляет построенное им инновационное деревообрабатывающее предприятие по производству изделий из клееного шпона (LVL) в г. Торжок, Тверская область.
В 2005 году учредил Всероссийскую литературную премию «Александр Невский», преобразованную в 2008 году в историко-литературную и созданную для популяризации лучших мемориальных музейных проектов и литературных произведений на историческую тематику.
Инициатор и спонсор разнообразных гуманитарных проектов, в частности установки в центре Санкт-Петербурга памятника князю Петру Багратиону, герою Отечественной войны 1812 года, генералу русской армии. В 2006 году Александр Эбралидзе преподнес в дар Государственному Эрмитажу две уникальных инталии — работы русских резчиков первой четверти XIX века, которые были специально куплены им в Германии для музея:173.
В 2008 году А. И. Эбралидзе было положено начало нового проекта по созданию цикла исторических исследований о русских полководцах грузинского происхождения. Осенью 2009 года в издательстве «Молодая гвардия» в серии «Жизнь замечательных людей» в свет вышел первый труд этого цикла — монография санкт-петербургского ученого, профессора Е. В. Анисимова «Багратион». В конце 2011 году эту серию продолжит книга В. В. Лапина «Цицианов».
Александр Эбралидзе о себе: «Я не могу быть хорошим русским, не будучи хорошим грузином. Поэтому, безусловно, я грузин».

## Политическая деятельность
В феврале 2009 года Александр Эбралидзе основал и возглавил «Всемирный конгресс народов Грузии», который стремится объединить всех грузин, проживающих по различным причинам за пределами исторической Родины, для активного участия в создании единой, нейтральной, свободной, процветающей демократической Грузии.
14 мая 2009 года на Международной конференции народов Грузии в Сочи заявил о своем намерении участвовать в выборах президента Грузии, определив в качестве первоочередной задачи восстановление территориальной целостности страны, возрождение грузинской экономики и восстановление дружественных отношений с Россией.
26 июля 2009 года обратился с заявлением к президенту Грузии о восстановлении в гражданстве Грузии.

## Бизнес
Владеет ОАО «Талион» через которую контролирует одноименную гостиницу в Санкт-Петербурге на набережной реки Мойка. До запрета игорного бизнеса в гостинице располагалось одно из крупнейших казино города.
Эбралидзе также был одним из двух основных собственников Констанс-банка, у которого Банк России отозвал лицензию 5 августа 2016 года. ЦБ мотивировал отзыв лицензии тем, что в банке была крупная недостача наличных денежных средств в кассе. Кредитная организация полностью утратила капитал. Кроме того, банк был вовлечен в проведение «сомнительных транзитных операций». Руководители и собственники кредитной организации, по словам ЦБ, не предприняли действенных мер по нормализации её деятельности.
Так же 7 июля 1997 года, стал одним из 3 учредителей Санкт-Петербургской Юридической академии (АНО ВО СПБЮА) — лицензия № 16-247 от 22 сентября 1997 г. Через ОАО «Талион» (фирма является учредителем академии)